# Hans Colberg
Hans Christian Colberg (Klemensker, 14 dicembre 1921 – Albertslund, 25 settembre 2007) è stato un calciatore danese, di ruolo difensore.

## Carriera

### Club
Iniziò la carriera da professionista nel Frem, con il quale vinse il campionato danese nella stagione 1943-1944. Nel 1950 passò alla Lucchese. Si è ritirato nel 1953.

### Nazionale
Giocò per la nazionale danese, scendendo in campo 4 volte e vincendo la medaglia di bronzo ai Giochi della XIV Olimpiade del 1948.

## Palmarès

### Club

#### Competizioni nazionali
- Campionato danese: 1

Frem: 1944

### Nazionale
- Bronzo olimpico: 1

Londra 1948